# Íjászat az 1988. évi nyári olimpiai játékokon
Az 1988. évi nyári olimpiai játékokon az íjászat két újabb számmal bővült, így már négy összetett versenyszámban osztottak érmeket.

## Éremtáblázat
(A rendező ország csapata eltérő háttérszínnel, az egyes számoszlopok legmagasabb értéke, vagy értékei vastagítással kiemelve.)
| Az 1988. évi nyári olimpiai játékok éremtáblázata íjászatban | Az 1988. évi nyári olimpiai játékok éremtáblázata íjászatban | Az 1988. évi nyári olimpiai játékok éremtáblázata íjászatban | Az 1988. évi nyári olimpiai játékok éremtáblázata íjászatban | Az 1988. évi nyári olimpiai játékok éremtáblázata íjászatban | Olimpia  |
| ------------------------------------------------------------ | ------------------------------------------------------------ | ------------------------------------------------------------ | ------------------------------------------------------------ | ------------------------------------------------------------ | -------- |
|                                                              | Ország                                                       | Arany                                                        | Ezüst                                                        | Bronz                                                        | Összesen |
| 1.                                                           | Dél-Korea (KOR)                                              | 3                                                            | 2                                                            | 1                                                            | 6        |
| 2.                                                           | Egyesült Államok (USA)                                       | 1                                                            | 1                                                            | 1                                                            | 3        |
|                                                              |                                                              |                                                              |                                                              |                                                              |          |
| 3.                                                           | Indonézia (INA)                                              | 0                                                            | 1                                                            | 0                                                            | 1        |
|                                                              |                                                              |                                                              |                                                              |                                                              |          |
| 4.                                                           | Szovjetunió (URS)                                            | 0                                                            | 0                                                            | 1                                                            | 1        |
| 4.                                                           | Nagy-Britannia (GBR)                                         | 0                                                            | 0                                                            | 1                                                            | 1        |
|                                                              |                                                              |                                                              |                                                              |                                                              |          |
| Összesen                                                     | Összesen                                                     | 4                                                            | 4                                                            | 4                                                            | 12       |

## Érmesek

### Férfiak
| Az 1988. évi nyári olimpiai játékok férfi érmesei íjászatban | |                                                                           |                                                                                |
| Versenyszám                                                  | Arany | Ezüst                                                                     | Bronz                                                                          |
| Férfi összetett, egyéni                                      | Jay Barrs · Egyesült Államok (USA) · 338                                                                  | Pak Szongszu (Park Seong-Su) · Dél-Korea (KOR) · 336                      | Vlagyimir Jesejev · Szovjetunió (URS) · 335                                    |
| Férfi összetett, csapat                                      | Dél-Korea (KOR) · Cson Inszu (Jeon In-Su) · I Hanszop (Lee Han-Seop) · Pak Szongszu (Park Seong-Su) · 986 | Egyesült Államok (USA) · Jay Barrs · Richard McKinney · Darell Pace · 972 | Nagy-Britannia (GBR) · Steven Hallard · Richard Priestman · Leroy Watson · 968 |

### Nők
| Az 1988. évi nyári olimpiai játékok női érmesei íjászatban | |                                                                                  |                                                                                |
| Versenyszám                                                | Arany | Ezüst                                                                            | Bronz                                                                          |
| Női összetett, egyéni                                      | Kim Szunjong (Kim Su-Nyeong) · Dél-Korea (KOR) · 344                                                                 | Vang Higjong (Wang Hui-Gyeong) · Dél-Korea (KOR) · 332                           | Jun Jongszuk (Yun Yeong-Suk) · Dél-Korea (KOR) · 327                           |
| Női összetett, csapat                                      | Dél-Korea (KOR) · Kim Szunjong (Kim Su-Nyeong) · Vang Higjong (Wang Hui-Gyeong) · Jun Jongszuk (Yun Yeong-Suk) · 982 | Indonézia (INA) · Lilies Handayani · Nurfitriyana Saiman · Kusuma Wardhani · 952 | Egyesült Államok (USA) · Deborah Ochs · Denise Parker · Melanie Skillman · 952 |